# Ann-Sofi Sidén

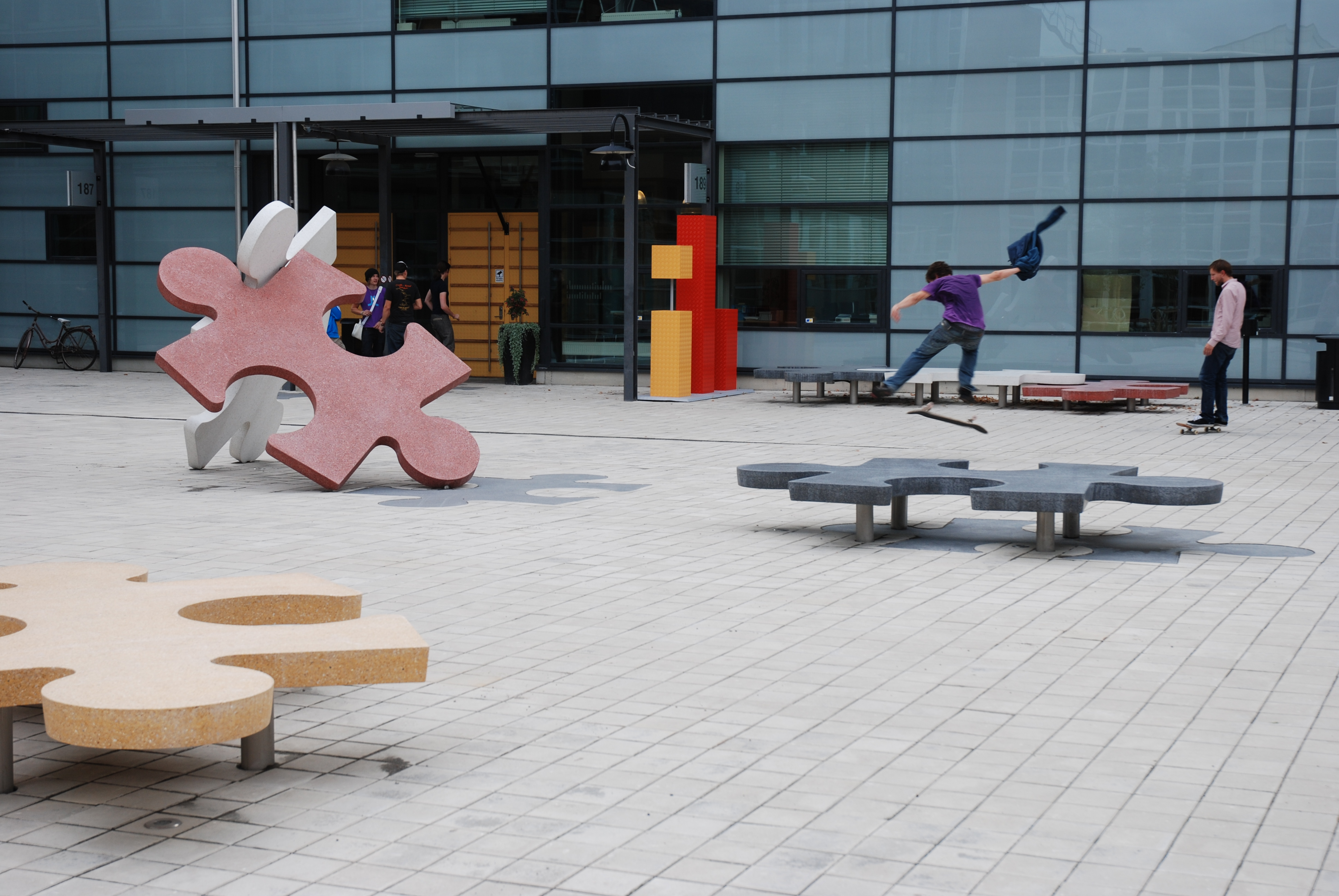
Del av Puzzled, 2008, Campus Gärdet i Stockholm.

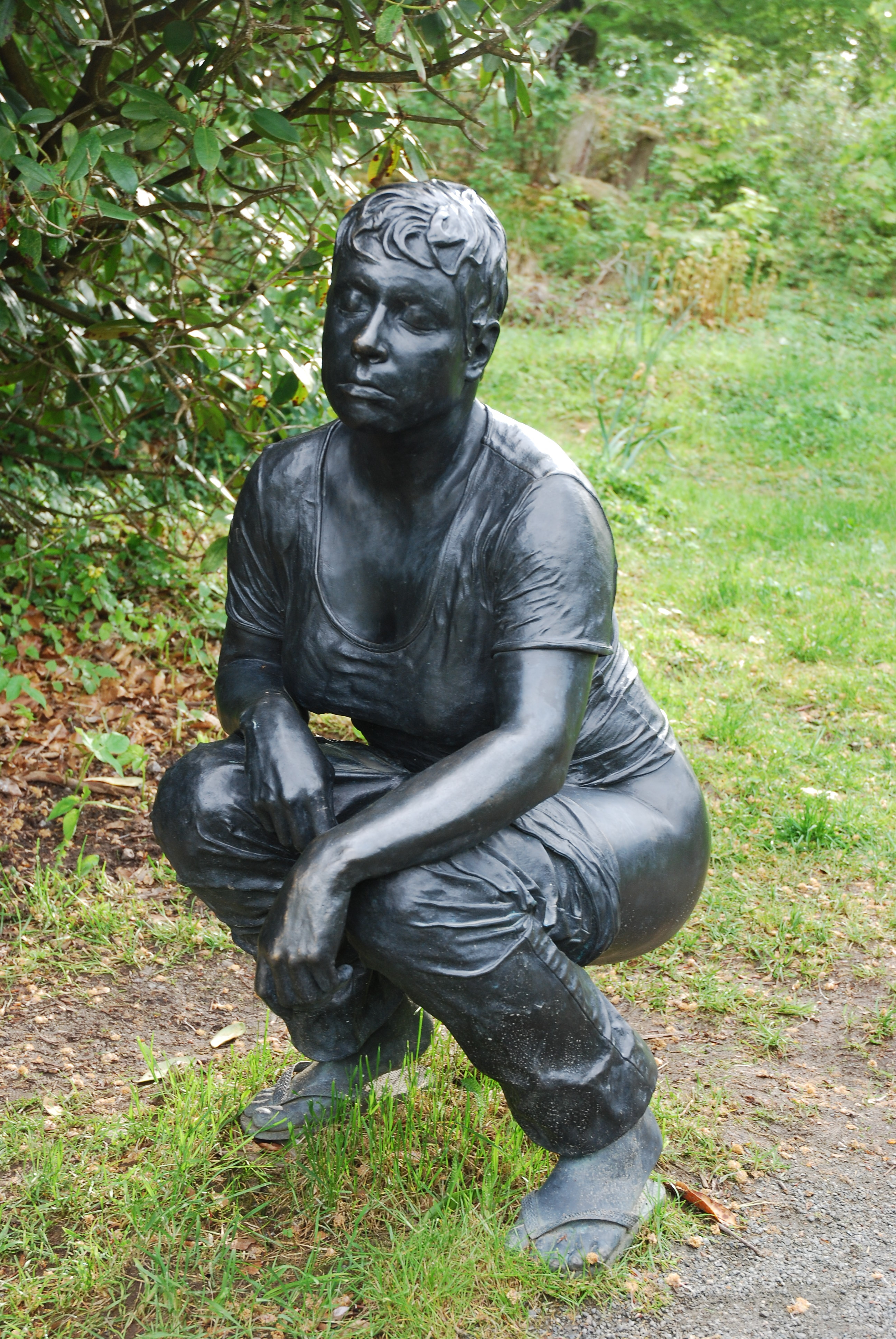
Fideicommissum, 2002, Wanås slottspark.

Ingrid Ann-Sofi Sidén, född 2 april 1962 i Stockholm, är en svensk videokonstnär och skulptör.
Ann-Sofi Sidén är uppvuxen i Stockholm. Hon studerade 1986–1987 på Hochschule der Kunst och 1988–1992 på Konsthögskolan i Stockholm. Hon började med måleri, fortsatte med skulptur och har under senare år framför allt arbetat med filmer och videoinstallationer. Hon blev hösten 2008 professor i fri konst med inriktning på skulptur, objekt och installation på Kungliga Konsthögskolan i Stockholm. Hon har, förutom i Stockholm, varit bosatt och verksam i New York och Berlin.
I sina videoverk är Ann-Sofi Sidén en berättare och experimentell dokumentärfilmare. Berättelserna, gjorda med engagemang men utan moraliserande, tar upp företeelser som pockar på betraktarens engagemang. Hon tar upp frågor om utsatthet, kontroll och subtilt våld. I flera verk spelar övervakningskameror en viktig roll. 
Ann-Sofi Sidén fick Moderna museets vänners skulpturpris år 2009.

## Verk i urval
- Same Unknown, keramik, 2011, husgavel på Marielundsgatan i Kumla
- Puzzled, offentlig utsmyckning på Campus Gärdet i Stockholm, f d Konstfackskolan 2006–2008 (tillsammans med arkitekten Mats Fahlander)
- Vid sidan av/In Passing, videoinstallation 2007, som skildrar båda sidor av ett spädbarnsinkast ("Babyklappe") i Berlin
- After the Fact, fotogravyrer 2007
- QM Museum, videoinstallation 2004
- 3 MPH, videoinstallation 2002–2003
- Fideicommissum, skulptur i brons 2002, Wanås slottspark och Ekebergparken skulpturpark i Oslo
- Station 10 and Back Again, videoinstallation 2001
- Warte mal!, videoinstallation 1999 om prostitution i Tjeckien
- Who Told the Chambermaid?, videoinstallation 1998, visad på Venedigbiennalen 1998
- QM, I Think I Call Her QM, 35-mm film 1998
- It's by Confining One's Neighbor that One is Convinced of One's Own Sanity II, installation 1995
- CODEX, videoinstallation 1992

- Siden finns representerad vid bland annat Moderna museet[2] och Nordiska Akvarellmuseet[3].

## Utställningar i urval
- 2008 Bonniers Konsthall (videoinstallationen Vid sidan av/In passing)
- 2007 Galerie Barbara Thumm, Berlin
- 2006 Museo d‘Arte Contemporáneo, Rom
- 2005 Massachusetts Museum of Contemporary Art (MassMOCA), Massachusetts
- 2004-05 Moderna Museet: In between the best of worlds[4]
- 2002 Hayward Gallery, London
- 2001 Musée d’Art Moderne de la Ville de Paris: Enquête
- 2001 Berlinbiennalen
- 2000 Moderna Museet, Stockholm
- 1999 Wiener Secession (videoinstallation Warte mal!)
- 1999 Venedigbiennalen (videoinstallationen Who Told the Chambermaid?)
- 1993 Riksutställningar (videoinstallationen Codex)